# 雲竜辰五郎
雲竜 辰五郎（うんりゅう たつごろう、1880年3月 - 1919年12月30日）は、青森県つがる市出身で追手風部屋、高砂部屋、草風部屋（京都相撲）、藤島部屋（大坂相撲）、再度追手風部屋に所属した力士。本名は野宮 辰五郎。165cm、98kg。最高位は東前頭7枚目。7代千賀ノ浦。

## 経歴
1900年1月初土俵を踏むが、三段目の時に脱走、大坂相撲、京都相撲に在籍した。1909年6月の三都合併相撲で好成績を残し、1910年6月東上して幕内格付出で入幕した。1911年2月6勝2分1預1休で優勝旗手。侠気に富みもめ事の仲裁をよく務めていた。1916年1月に引退して千賀ノ浦を襲名したが1919年、風邪をこじらせ39歳で急死。

## 成績
- 幕内7場所25勝28敗6休11分預
- 優勝旗手1回（1911年春場所）

## 改名
朝日山→朝日竜→今錦→小錦→雲竜